# Seed (Mami Kawada)
Seed è il primo album in studio della cantante giapponese Mami Kawada, pubblicato nel 2006.

## Tracce
1. roots - 4:13
2. Hishoku no Sora (緋色の空?) - 4:15
3. Radiance - 4:21
4. Seed - 5:30
5. Precious - 4:59
6. Kanashimi no Mori (悲しみの森?) - 5:45
7. IMMORAL - 4:26
8. Hirusagari no Gogo (昼下がりの午後?) - 5:09
9. Not Fill - 5:09
10. Undelete - 5:19
11. You give... - 5:02
12. another planet ～twilight～ - 4:01